# Issoria garciai
Issoria garciai är en fjärilsart som beskrevs av Ramon Agenjo Cecilia 1948. Issoria garciai ingår i släktet Issoria och familjen praktfjärilar. Inga underarter finns listade i Catalogue of Life.